# Klan Armstrong
Armstrong (gael. Mac Ghillieláidir) – klan szkocki z Pogranicza (Borders). Zamieszkują głównie dolinę Liddesdale w południowej Szkocji, przy granicy z Anglią.
Jak większość klanów pogranicznych, podobnie jak góralskich, znany w historii z wojowniczosci. Zajmowali się często łupiestwem, zwłaszcza lokalnymi najazdami na Anglię, spacyfikowani dopiero na początku XVII wieku przez Jakuba I. Jeden z bardziej znanych Armstrongów, XVI-wieczny rycerz-rozbójnik John Armstrong przeszedł do legendy jako bohater ludowej ballady.
Z tego klanu pochodzi  również astronauta Neil Armstrong, który zasłynął tym że stał się pierwszym człowiekiem który chodził po powierzchni księżyca
- Wodzami Armstrongów są Lairdowie of Mangerton.
- gniazdo rodowe – Gilnockie Tower (Hollows Tower)
- zawołanie – Invictus maneo

## Literatura
Thomas Innes of Learney: The Tartans of The Clans and Families of Scotlan, W. & A.K. Johnston Limited, Edinburgh & London, 1938.